# BlaQKout
Blaqkout (stilizzato in BlaQKout) è il primo album collaborativo del rapper e produttore hip hop statunitense DJ Quik e del rapper statunitense Kurupt. L'album è stato pubblicato per la Mad Science Recordings di DJ Quik, con distribuzione Fontana/Universal, il 9 giugno 2009 e contiene 13 tracce, tutte prodotte da DJ Quik, più una bonus track disponibile solo su iTunes.
Il 27 aprile 2009 è stato girato il video di "9X's Outta 10". Successivamente è stato pubblicato anche il video di "Do You Know". È stato poi pubblicato il terzo video dell'album "Hey Playa! (Moroccan Blues)".
L'album, che «raduna due leggende dell'hip hop californiano», debutta al numero 61 della Billboard 200, vendendo poco meno di 10 000 copie nella sua prima settimana di vendite. Su Metacritic l'album ottiene un punteggio di 83/100 basato su 8 recensioni.

## Ricezione
| Recensione         | Giudizio    |
| ------------------ | ----------- |
| AllMusic           | [ 1 ]       |
| The A.V. Club      | B+          |
| The Boston Phoenix | [ 6 ]       |
| HipHopDX.com       | [ 2 ]       |
| Pitchfork          | [ 4 ]       |
| RapReviews.com     | [ 4 ] [ 7 ] |
| Robert Christgau   | "taglio"    |
| Vibe               | [ 4 ] [ 9 ] |

Generalmente apprezzato dalla critica, l'autore musicale David Jeffries di Allmusic lo paragona all'album collaborativo di Method Man e Redman, a cui si ispira il titolo dell'album, mentre il Boston Phoenix lo considera come «un sinfonico mini-capolavoro».
È particolarmente elogiata la produzione di DJ Quik piuttosto che i testi, definiti «non aggressivi» e che secondo The A.V. Club, «non vinceranno un premio per l'originalità». Secondo Emanuel Wallace di RapReviews «nessuno dei due artisti delude nell'album e Quik continua a progredire e a oltrepassare i confini dell'hip-hop tradizionale della West Coast.»

### Performance commerciale e riconoscimenti
L'album vende 8 800 copie nella sua prima settimana, scendendo a 3 000 copie nella seconda. Al 24 aprile del 2012, Blaqkout ha venduto 30.000 negli Stati Uniti d'America. L'album entra nella top ten tra gli album indipendenti e tra quelli rap, fermandosi all'undicesimo posto nella chart dedicata ai prodotti hip hop/R&B.
Blaqkout è inserito in diverse liste dei migliori album del 2009, tra cui quella di Rhapsody e quella di Pitchfork.

## Tracce
Musiche di DJ Quik, Terrace Martin (co-prod. traccia 11)..
1. BlaQKout – 3:01 (testo: David Blake, Ricardo Brown)
2. Cream N Ya Panties (featuring Tre Mak) – 4:05 (testo: Blake, Brown, Cole)
3. Do You Know – 3:28 (testo: Blake, Brown, Nellee Hooper, Simon Law, Timothy Christian Riley, Trevor Romeo, Raphael Saadiq, Caron Wheeler, D'wayne Wiggins)
4. Whatcha Wan Do (featuring Problem & Yo-Yo) – 3:33 (testo: Blake, Brown, Jason Martin, Yolanda Whittaker)
5. Ohh! – 3:15 (testo: Blake, Brown)
6. Fuck Y'all (featuring Puff Johnson) – 3:14 (testo: Blake, Brown, Ewanya Johnson)
7. Hey Playa (Moroccan Blues) – 4:21 (testo: Blake, Brown)
8. Exodus – 3:02 (testo: Blake, Brown)
9. 9x's Outta 10 – 2:55 (testo: Blake, Brown)
10. Jupiter's Critic & the Mind of Mars – 2:28 (testo: Blake, Brown)
11. The Appeal – 3:37 (testo: Blake, Brown, Terrace Martin)
12. Problem: The B Stands for Beautiful – 1:20 (testo: Blake, Brown, Martin)
13. Whatcha Wan Do (Alternative Version) (featuring Problem & Yo-Yo) – 3:34 (testo: Blake, Brown, Martin, Whittaker)

Durata totale: 41:53
Traccia bonus disponibile su iTunes
1. Bees To The Honey – 3:58 (testo: Blake, Brown)

## Classifiche
| Classifica (2009)         | Posizione massima |
| ------------------------- | ----------------- |
| Stati Uniti               | 61                |
| US Independent Albums     | 9                 |
| US Top Rap Albums         | 6                 |
| US Top R&B/Hip-Hop Albums | 11                |